# Кевін Бейкон
Ке́він Но́рвуд Бе́йкон (англ. Kevin Norwood Bacon; нар. 8 липня 1958, Філадельфія, Пенсільванія, США) — американський актор, продюсер та режисер.

## Життєпис
Кевін Бейкон народився у Філадельфії 8 липня 1958 року в родині викладачки в школі Рут і архітектора Едмонда Бейкон. У нього є шість старших братів і сестер. У 1975 році Кевін вивчав театральне мистецтво завдяки стипендії на п'ятитижневу програму в Губернаторській школі мистецтв Пенсільванії при Університеті Бакнелла.
У неповні 18 років їде з дому для продовження навчання, одночасно працює у філадельфійському театрі «Маннінг-стріт» (англ. The Manning Street).
У 20 років дебютує на сцені, граючи в невеликих ролях. Перша роль у кіно — в 1979 році.
Під час зйомок «Лимонного неба» (1987) Бейкон познайомився з Кірою Седжвік, яка стала його дружиною. Седжвік — дев'ятиюрідна сестра Бейкона. Пара одружилася 1988 року, стала батьками сина та доньки Созі Бейкон (1992 р.н.), яка теж акторка.
Етапною роботою стала роль у картині Олівера Стоуна «Джон Ф. Кеннеді. Постріли в Далласі» (1991).
У період з 1980 по 1992 роки Кевін зіграв в таких проєктах, як «П'ятниця 13-е» (1980), «Літаком, потягом та автомобілем» (1987), Тремтіння землі (1989), «Коматозники» (1990), «Джон Ф. Кеннеді. Постріли в Далласі» (1991)", Кілька хороших хлопців" (1992).
Протягом 1995—2003 років фільмографію Бейкона поповнили такі картини, як «Балто», «Аполлон-13» (обидві 1995), «Ті, що сплять» (1996), «Дикість» (1998), «Невидимка» (2000), «Таємнича річка» (2003).
У 1998 році пробує себе як виконавчий продюсер у фільмі «Дикі штучки» (також актор).
Багато і часто знімається в документальних серіалах, телефільмах.
У проміжку часу між 2007 і 2015 роками актор взяв участь у створенні стрічок «Смертний вирок» (2007), «Фрост проти Ніксона» (2008), «Це безглузде кохання», «Люди Ікс: Перший клас» (обидві 2011), «Примарний патруль» (2013), «Чорна меса» (2015), а також у створенні серіалу «Послідовники» (45 епізодів).
Грає на 12 музичних інструментах. Соліст власної групи Bacon Brothers.

## Фільмографія

### Акторські роботи
| Рік       |    | Українська назва                                | Оригінальна назва                                 | Роль                                               |
| --------- | -- | ----------------------------------------------- | ------------------------------------------------- | -------------------------------------------------- |
| 1978      | ф  | Звіринець                                       | англ. National Lampoon's Animal House             | Чіп Диллер                                         |
| 1979      | ф  | Почати спочатку                                 | англ. Starting Over                               | Чоловік у молодій парі                             |
| 1979      | тф | Дар                                             | англ. The Gift                                    | Тедді                                              |
| 1979      | тф | Пошук завтра                                    | англ. Search for Tomorrow                         | Тодд Адамсон                                       |
| 1980      | ф  | Герой в цілому                                  | англ. Hero at Large                               | Другий підліток                                    |
| 1980      | ф  | П'ятниця, 13-те                                 | англ. Friday the 13th                             | Джек Баррелл                                       |
| 1980—1981 | с  | Дороговказне світло                             | англ. Guiding light                               | Т. Дж. «Тім» Вернер, # 2 (7 серій)                 |
| 1981      | ф  | Тільки коли я сміюся                            | англ. Only When I Laugh                           | Дон                                                |
| 1982      | ф  | Забігайлівка                                    | англ. Diner                                       | Тімоті Фенвік-молодший                             |
| 1982      | ф  | 42-а                                            | англ. Forty Deuce                                 | Рікі                                               |
| 1983      | ф  | Незвичайні зміни в останню хвилину              | англ. Enormous Changes at the Last Minute         | Денніс                                             |
| 1983      | тф | Справа про вбивство демона                      | англ. The Demon Murder Case                       | Кенні Міллер                                       |
| 1984      | ф  | Вільні                                          | англ. Footloose                                   | Рен МакКормак                                      |
| 1984      | тф | Містер Робертс                                  | англ. Mister Roberts                              | Френк Пулвер                                       |
| 1985      | с  | Американський театр                             | англ. American Playhouse                          | Офіцер ізолятору, (епізод «Маленька сестра»)       |
| 1986      | ф  | Брокер                                          | англ. Quicksilver                                 | Джек Кейсі                                         |
| 1987      | ф  | Літо білої води                                 | англ. White Water Summer                          | Вік                                                |
| 1987      | ф  | Кінець лінії                                    | англ. End of the Line                             | Еверетт                                            |
| 1987      | ф  | Літаком, потягом та автомобілем                 | англ. Planes, Trains and Automobiles              | Пасажир таксі                                      |
| 1988      | ф  | У неї буде дитина                               | англ. She's Having a Baby                         | Джеффросн «Джейк» Едвард Бріґґз                    |
| 1988      | ф  | Злочинний закон                                 | англ. Criminal Law                                | Мартін Тіл                                         |
| 1988      | тф | Лимонне небо                                    | англ. Lemon Sky                                   | Алан                                               |
| 1989      | ф  | Велика картина                                  | англ. The Big Picture                             | Нік Чапман                                         |
| 1990      | ф  | Тремтіння землі                                 | англ. Tremors                                     | Валентайн «Вал» МакКі                              |
| 1990      | ф  | Коматозники                                     | англ. Flatliners                                  | Девід Лабраччо                                     |
| 1991      | ф  | Пірати                                          | англ. Pyrates                                     | Арі                                                |
| 1991      | ф  | Бруклінська рокіровка                           | англ. Queens Logic                                | Денніс                                             |
| 1991      | ф  | Він сказав, вона сказала                        | англ. He Said, She Said                           | Ден Генсон                                         |
| 1991      | ф  | Джон Ф. Кеннеді. Постріли в Далласі             | англ. JFK                                         | Віллі О'Кіфф                                       |
| 1991      | кф | Невеликий порок                                 | англ. A Little Vicious                            | оповідач                                           |
| 1992      | ф  | Кілька хороших хлопців                          | англ. A Few Good Men                              | Капітан Джек Росс                                  |
| 1994      | ф  | Непереможний дикун                              | англ. The Air Up There                            | Джиммі Долан                                       |
| 1994      | ф  | Дика річка                                      | англ. The River Wild                              | Вейд                                               |
| 1994      | с  | Фрейзер                                         | англ. Frasier                                     | Вік (озвучення) (серія «Пригоди у раю, частина 2») |
| 1994      | кф | Екскурсія по Нью-Йорку                          | англ. New York Skyride                            | Оповідач                                           |
| 1995      | ф  | Вбивство першого ступеня                        | англ. Murder in the First                         | Генрі Янг                                          |
| 1995      | ф  | Аполлон-13                                      | англ. Apollo 13                                   | Джон Свайгерт                                      |
| 1995      | мф | Балто                                           | англ. Balto                                       | Балто (озвучення)                                  |
| 1996      | ф  | Ті, що сплять                                   | англ. Sleepers                                    | Шон Ноукс                                          |
| 1997      | ф  | Портрет досконалості                            | англ. Picture Perfect                             | Сем Мейфер                                         |
| 1997      | ф  | Шлях у нікуди                                   | англ. Destination Anywhere                        | Майк                                               |
| 1997      | ф  | Брехати у Америці                               | англ. Telling Lies in America                     | Біллі Меджик                                       |
| 1998      | ф  | Підкоп у Китай                                  | англ. Digging to China                            | Рікі Шрот                                          |
| 1998      | ф  | Дикі штучки                                     | англ. Wild Things                                 | Сержант Рей Дакет                                  |
| 1999      | ф  | Відлуння луни                                   | англ. Stir of Echoes                              | Том Віцкі                                          |
| 2000      | ф  | Мій пес Скіп                                    | англ. My Dog Skip                                 | Джек Морріс                                        |
| 2000      | ф  | Ми одружені з Марго                             | англ. We Married Margo                            | Грає самого себе                                   |
| 2000      | ф  | Невидимка                                       | англ. Hollow Man                                  | Себастьян Кейн                                     |
| 2001      | ф  | Новокаїн                                        | англ. Novocaine                                   | Ланс Фелпс                                         |
| 2002      | ф  | 24 години                                       | англ. Trapped                                     | Джо Гікі                                           |
| 2002—2006 | с  | Вілл та Грейс                                   | англ. Will & Grace                                | Грає самого себе, (2 серії)                        |
| 2003      | ф  | Таємнича річка                                  | англ. Таємнича річка                              | Шон Дівайн                                         |
| 2003      | ф  | На роздоріжжі                                   | англ. In the Cut                                  | Джон Ґрем                                          |
| 2003      | кф | Уявіть Нью-Йорк                                 | англ. Imagine New York                            | Грає самого себе                                   |
| 2004      | ф  | Дроворуб                                        | англ. The Woodsman                                | Волтер                                             |
| 2004      | ф  | Печерний житель                                 | англ. Cavedweller                                 | Рендалл Прітчард                                   |
| 2004      | кф | Стихійні лиха: Сили природи                     | англ. Natural Disasters: Forces of Nature         | Оповідач                                           |
| 2005      | ф  | Герой-коханець                                  | англ. Loverboy                                    | Марті                                              |
| 2005      | ф  | Салон краси                                     | англ. Beauty Shop                                 | Джордж                                             |
| 2005      | ф  | Де ховається правда                             | англ. Where the Truth Lies                        | Ленні Морріс                                       |
| 2007      | ф  | Смертний вирок                                  | англ. Death Sentence                              | Нік Г'юм                                           |
| 2007      | ф  | Шляхи і пута                                    | англ. Rails & Ties                                | Машиніст поїзда                                    |
| 2007      | кф | Рятуючи Анджело                                 | англ. Saving Angelo                               | Брент                                              |
| 2008      | ф  | Повітря, яким я дихаю                           | англ. The Air I Breathe                           | Лав                                                |
| 2008      | ф  | Фрост проти Ніксона                             | англ. Frost/Nixon                                 | Джек Бреннан                                       |
| 2009      | тф | Забираючи Ченса                                 | англ. Taking Chance                               | Лейтенант Майкл Стробл                             |
| 2009      | тф | Магічна сімка                                   | англ. The Magic 7                                 | Грає самого себе                                   |
| 2009      | ф  | Мій єдиний                                      | англ. My One and Only                             | Дені Деверо                                        |
| 2009      | кф | Поза межами                                     | англ. Beyond All Boundaries                       | Роберт Шеррод (озвучування)                        |
| 2009      | кф | Туфлі від Вагабонд                              | англ. These Vagabond Shoes                        | Том                                                |
| 2010      | ф  | Супер                                           | англ. Super                                       | Жак                                                |
| 2011      | ф  | Це безглузде кохання                            | англ. Crazy, Stupid, Love                         | Девід Ліндгаґен                                    |
| 2011      | ф  | Люди Ікс: Перший клас                           | англ. X-Men. The First Class                      | Себастьян Шоу                                      |
| 2011      | ф  | Білий слон                                      | англ. Elephant White                              | Джиммі «Британець»                                 |
| 2013      | ф  | R.I.P.D. Примарний патруль                      | англ. R.I.P.D.                                    | Бобі Гейз                                          |
| 2013—2015 | с  | Послідовники                                    | англ. The Following                               | Раян Гарді, спеціальний агент ФБР, (45 серій)      |
| 2015      | ф  | Чорна меса                                      | англ. Black Mass                                  | Чарльз Макгвайр                                    |
| 2015      | ф  | Поліцейський автомобіль                         | англ. Cop Car                                     | Шериф Кретцер                                      |
| 2016      | ф  | Пітьма                                          | англ. The Darkness                                | Пітер Тейлор                                       |
| 2016      | ф  | День Патріота                                   | англ. Patriots Day                                | Сержант Джеффрі Пульєзе                            |
| 2017      | тф | Історія дівчини                                 | англ. Story of a Girl                             | Майкл                                              |
| 2019—2022 | с  | Місто на пагорбі                                | англ. City on a Hill                              | Джекі Рор, головна роль                            |
| 2020      | ф  | Ти повинен був піти                             | англ. You Should Have Left                        | Тео Конрой                                         |
| 2022      | ф  | Космічне дивацтво                               | англ. Space Oddity                                | Джефф                                              |
| 2022      | тф | Вартові галактики: Спеціальний святковий випуск | англ. The Guardians of the Galaxy Holiday Special | Грає сам себе                                      |
| 2023      | ф  | Токсичний месник                                | англ. The Toxic Avenger                           | Боб Ґарбінґер                                      |
| 2023      | ф  | Ілюзія безпеки                                  | англ. Leave The World Behind                      | Денні                                              |
| 2024      | ф  | Поліцейський із Беверлі-Гіллз: Аксель Ф.        | англ. Beverly Hills Cop: Axel F                   | Капітан Кейд Ґрант                                 |
| 2024      | ф  | МаХХХін                                         | англ. MaXXXine                                    | Джон Лебет                                         |

### Режисер
1. 2005 — Герой-коханець[en]
2. 1996 — Втрачаючи Чейз (англ. Losing Chase), ТВ

### Продюсер
1. 2005 — Герой-коханець[en]
2. 2004 — Дроворуб (англ. Woodsman)
3. 1998 — Дикі штучки (англ. Wild Things)